# Kurt Behrens
Pour les articles homonymes, voir Behrens.
Kurt Edward Behrens (né le 26 novembre 1884 à Magdebourg et mort le 5 février 1928 à Berlin) est un plongeur allemand, médaillé olympique de plongeon.

## Palmarès
| Édition        | Épreuve      | Épreuve       | Épreuve              |
| Édition        | Tremplin 3 m | Haut vol 10 m | Plongeon haut simple |
| Londres 1908   | Argent       | -             | -                    |
| Stockholm 1912 | Bronze       | 1er tour      | 1er tour             |